# Бартош Салямон
Бартош Салямон (пол. Bartosz Salamon, нар. 1 травня 1991, Познань) — польський футболіст, захисник, півзахисник польського клубу «Лех» і національної збірної Польщі.

## Клубна кар'єра
Народився 1 травня 1991 року в місті Познань. Вихованець юнацьких команд футбольних клубів «Конкорд» і «Лех». У 16 років потрапив до академії італійської «Брешії», а в 17 років вже провів свою першу гру за головну команду «Брешії» в Серії B. Відіграв у «Брешії» до кінця 2012 року, ставши за цей час одним з основних центральних оборонців команди.
31 січня 2013 року за 3,5 мільйона євро перейшов до «Мілана», в якому не зміг наблизитися до основного складу. За пів року, влітку 2013, половину прав на польського захисника придбала  «Сампдорія», в якій він провів трохи більше одного сезону. У цій команді також мав суттєві проблеми з потрапланням до «основи», хоча й провів в сезоні 2013/14 дві свої перші гри у Серії A.
У вересні 2014 року повернувся до Серії B, приєднавшись на умовах оренди до кінця сезону до команди «Пескари».
31 серпня 2015 року уклав контракт з іншим італійським друголіговим клубом, «Кальярі». Допоміг цій команді здобути підвищення в класі і сезон 2016/17 відіграв за неї вже у Серії A.
У серпні 2017 року на умовах оренди став гравцем клубу СПАЛ, який згодом реалізував передбачене орендною угодо право викупу і уклав з поляком повноцінний контракт.
Сезон 2018/19 провів, граючи на умовах оренди за «Фрозіноне», після чого повернувся до СПАЛ.

## Виступи за збірні
2006 року дебютував у складі юнацької збірної Польщі, взяв участь у 29 іграх на юнацькому рівні.
Протягом 2010–2011 років залучався до складу молодіжної збірної Польщі. На молодіжному рівні зіграв у 2 офіційних матчах.
2013 року дебютував в офіційних матчах у складі національної збірної Польщі. Наразі провів у формі головної команди країни 6 матчів.
| Дата      | Місто      | Господарі  | Результат | Гості       | Турнір            | Голи | Примітки |
| --------- | ---------- | ---------- | --------- | ----------- | ----------------- | ---- | -------- |
| 26-3-2013 | Варшава    | Польща     | 5 – 0     | Сан-Марино  | Відбір до ЧС 2014 | -    | 87'      |
| 4-6-2013  | Краків     | Польща     | 2 – 0     | Ліхтенштейн | товариський матч  | -    | 45'      |
| 7-6-2013  | Кишинів    | Молдова    | 1 – 1     | Польща      | Відбір до ЧС 2014 | -    |          |
| 14-8-2013 | Гданськ    | Польща     | 3 – 2     | Данія       | товариський матч  | -    | 86'      |
| 10-9-2013 | Серравалле | Сан-Марино | 1 – 5     | Польща      | Відбір до ЧС 2014 | -    |          |
| 24-3-2016 | Познань    | Польща     | 1 – 0     | Сербія      | товариський матч  | -    |          |
| 26-3-2016 | Вроцлав    | Польща     | 5 – 0     | Фінляндія   | товариський матч  | -    | 79'      |
| 6-6-2016  | Краків     | Польща     | 0 – 0     | Литва       | товариський матч  | -    | 46'      |
| 4-9-2016  | Нур-Султан | Казахстан  | 2 – 2     | Польща      | Відбір до ЧС 2018 | -    |          |
| Усього    |            | Матчів     | 9         |             | Голів             | 0    |          |

## Титули і досягнення
- Чемпіон Польщі (2):

«Лех»: 2021-22, 2024-25